# Lenka Marušková
Lenka Marušková, född 2 februari 1985 i Plzeň, är en tjeckisk sportskytt.
Hon tävlade i olympiska spelen 2004, 2008 samt 2012 och blev olympisk silvermedaljör i pistol vid sommarspelen 2004 i Aten.